# شكريباره
شكريباره Şekerpare أو شكليبارا أو شكليبارة هي أحد الحلويات التركية التي قد يسميها البعض بسبوسة تركية.